# LIONS BASEBALL L!VE
『LIONS BASEBALL L!VE』 (ライオンズ ベースボールライブ)は、2016年からフジテレビTWOもしくはフジテレビNEXT（ごくまれにフジテレビONEでも）で放送する埼玉西武ライオンズ主催試合の中継番組。放送上は、この番組名の末尾に西暦年を付けたタイトルを、シーズンごとに使用する（2024年の場合は『LIONS BASEBALL L!VE 2024』）。

## 概要
フジテレビジョンでは1994年まで、西武ライオンズ主催試合の一部を地上波で放送した。1995年以降は放送が途絶えていたが、球団名を埼玉西武ライオンズに改称した後の2014年には、東北楽天ゴールデンイーグルスとの開幕第2戦（西武プリンスドーム）で地上波で中継した。
また、フジテレビジョンが運営するCSチャンネルでは、フジテレビONEが『SWALLOWS BASEBALL L!VE』として2005年から東京ヤクルトスワローズの主催全試合を中継。埼玉西武の主催試合については、1997年から2011年までJ SPORTS、2012年に朝日ニュースター、2013年から2015年までテレ朝チャンネル2で全試合を放送してきた。
フジテレビでは2015年末に、衛星放送における埼玉西武主催全試合の中継権を取得。CSでは、フジテレビTWOで2016年から、同球団主催のオープン戦・公式戦全試合を放送することになった。
ただし番組スタッフおよび制作会社は2015年まで同様テレテックが制作協力を行い、制作著作は埼玉西武ライオンズが管理し、フジテレビは製作著作の権利を保有しない。このため実態は、2015年までのテレ朝チャンネル2『プロ野球完全中継 ○○!ライオンズ』の体裁を、制作には直接関与しないがフジテレビTWOが引き継ぐ形となっている（SWALLOWS BASEBALL L!VEでは番組制作はフジ・メディア・テクノロジー、制作著作はフジテレビが管理する）。
なお、テレ朝チャンネル2放送時代は球団制作であっても、シフトの都合によりフリーアナウンサー・球団職員・フリー解説者の他にテレビ朝日のアナウンサー・解説者が担当することがあったが、本番組でフジテレビのアナウンサーと解説者（FNS各局解説者を含む）の担当が含まれた実例は、後述のヤクルト主催ゲームを除いて2018年までは発生していなかった。
2016年6月18日には、ヤクルト主催の西武戦をフジテレビONE『SWALLOWS BASEBALL L!VE』との共同で中継。『SWALLOWS BASEBALL L!VE』（解説：石井一久、実況：福永一茂）と本番組（解説：谷沢健一、実況：田淵裕章）、ヤクルト・西武それぞれ中心の目線で、一部映像を差し替えてそれぞれ別々の実況と解説で放送を行った（なお当日雨天中止の場合、その代替開催日にはTWOの編成上の関係で実施しない予定だった）。この中継は本番組では唯一フジテレビの直接制作となる。なお同じ組み合わせは2017年もヤクルト側の主催・神宮球場で開催されたが、同様のコラボイベントは開催されなかった。2021年のヤクルト主催では、『SWALLOWS BASEBALL L!VE』で副音声企画を行い、本番組の出演者が副音声を担当する形式となった。
2019年6月14日（金曜日） - 6月16日（日曜日）は『フジテレビダービー』として、西武主催のヤクルト戦において副音声とTWOsmart特設チャンネルでフジテレビのアナウンサーと解説者によるヤクルト応援実況を実施した。
なおフジTWOでは、フジONEでヤクルト主催試合が開催される日に、地上波各系列局が制作してローカル放送するビジターの対巨人戦を放送する日があるが、2016年度以後、ヤクルト・西武主催試合と前述の巨人戦が重複する際は、BSフジ・フジテレビNEXTで放送した内容をフジONEまたはフジTWOで深夜にCS初回放送として録画ナイターを放送する事例または他のCS局に放送権を譲渡する事例の何れかとなる（重複がない場合でも、地上波が録画中継の時を中心に、稀に巨人戦を他のCS局に譲渡する場合もある）。
2018年からは数試合、テレビ埼玉へネットしている。また同年3月3日にはサガテレビがオープン戦の対広島戦（みどりの森県営球場・西武球団制作）をネット受けした（途中サガテレビでは独自に自社のアナウンサーによる球場からのリポートを挿入、ビジター側地元局のテレビ新広島でも西武球団から映像提供を受け、広島からのオフチューブ実況に差し替えて放送）。
なお、埼玉西武のファーム（二軍）主催試合についてはフジテレビTWOではなく、2020年度からスカパーJSAT系のスポーツ専門チャンネル「スポーツライブ＋」にて放送している。
2021年からは一部の試合で、ビジター応援副音声を実施する（『BS12 プロ野球中継』に準じた方法）。
2022年10月1日（土曜日）の西武対ソフトバンク戦（ソフトバンクでの新型コロナウイルスの感染蔓延により延期となった7月1日分の振替）はフジテレビTWOの編成上の都合上、同日にヤクルト主催試合の中継予定がないフジテレビONEでの振替放送となった。

## 放送時間
| 時間帯       | 放送時間       | 中継の延長   | 備考 |
| ------------ | -------------- | ------------ | ---- |
| ナイトゲーム | 試合開始10分前 | 試合終了まで |      |
| デーゲーム   | 試合開始10分前 | 試合終了まで |      |

## 解説者
2025年の対応
※：埼玉西武球団職員
◎：2011年までのJ SPORTS→2012年 - 2015年のテレ朝チャンネル2から続投
○：2015年までのテレ朝チャンネル2から続投
- 松沼博久◎　文化放送解説者
  - 地上波フジテレビ（1991年 - 1994年）にも出演。
- 橋本武広（2004?年 - 2009年◎、2014年○ - ）
- 石井丈裕（2015年○ - ）※
- 星野智樹（2015年○ - ）※
- 清水隆行（2020年 - ）日本テレビ・ラジオ日本解説者
- 鈴木健（2020年 - ）テレビ埼玉解説者
  - BSフジ（2021年5月22日[6]、2024年6月11日[7]）にも出演。
- 髙橋朋己（2021年 - ）※
- 片岡保幸（2023年 - ）テレビ埼玉解説者
- 大塚光二 (2025年 -) TBCテレビ・TBCラジオ・楽天球団製作中継解説者（ - 2012年までの◎以来の復帰）

ビジター応援副音声「ビジボ」
対ヤクルト（フジテレビ制作協力）
対阪神・日本ハム（GAORA制作協力）
過去
- 小関竜也（2009年◎、2019年）
- 片平晋作（2010年◎ - 2017年）
- 高山久（2015年○ - 2016年）※
- 岡村隆則（2015年○ - 2018年）※
- 平尾博嗣（2015年○ - 2018年）※
- 長田秀一郎（2018年 - 2020年）※
- 豊田清（2019年）
- 原拓也（2019年 - 2021年）※
- 髙木大成（2020年 - 2022年）※
  - 現在は当番組のゼネラルプロデューサー。キャンプではリポーターとしても出演。
- 吉見太一（2020年 - 2024年）※
- 高木浩之（2022年）※
- 鬼﨑裕司（2022年）※
- 牧田和久（2023年）

## 実況・リポーター
2025年の対応
◎：2015年までのテレ朝チャンネル2から続投
谷口・加藤・鈴木・西岡以外はファームも担当。スポーツライブ+2を中心に放送されるため、当番組は年数試合のみ放送。
- 谷口廣明◎
- 加藤暁（2004年◎[13] - ）元九州朝日放送
- 深澤慶（2005年 - 2008?年◎[14]、2015年◎ - ）
- 熊谷龍一（2011年◎ - ）元鹿児島放送
- 木下貴道（2015年◎ - ）
  - 2016年まではリポートのみ。
- 西達彦（2016年 -）
  - 2019年以外はリポートのみ。
- 鈴木光裕（2016年 - ）元福島テレビ→テレビ大阪契約→東海ラジオ→文化放送
- 喜谷知純（2018年 - ）元新潟放送
  - 2019年以外はリポートのみ。
- 槇嶋範彦（2020年 - ）元文化放送→ラジオ日本契約
  - 2022年はリポートのみ。
- 足立清紀（2020年 - ）
  - 2020年以外はリポートのみ。
- 飯塚治（2020年 - ）元文化放送
  - 2021年、2022年以外はリポートのみ。
- 北野文啓（2023年 - ）
  - リポートのみ。
- 西岡孝洋（2025年 - ）元フジテレビ

ビジター応援副音声「ビジボ」
対ヤクルト（フジテレビ制作協力）
対阪神・日本ハム（GAORA制作協力）
過去
- 石原敬士（2005年◎ - 2021年）元テレビ新広島
- 菅野詩朗（2014年◎ - 2019年）元文化放送
- 田中大貴（2018年 - 2019年）元フジテレビ
- 秋山浩志（2022年 - 2023年）元NHK